# Gommerstedt
Das einstige Dorf Gommerstedt befand sich in der Gemarkung der Gemeinde Bösleben-Wüllersleben in Richtung Wülfershausen im Ilm-Kreis in Thüringen.

## Geschichtliches
Die heutige Wüstung und einstige Burgstelle Gommerstedt liegt direkt zwischen Wülfershausen und Wüllersleben. Eine archäologische Ausgrabung belegte den Herrensitz Gommerstedt für die Zeit vom 8. bis 14. Jahrhundert. Auch die erste urkundliche Erwähnung stammt bereits aus dem 8. Jahrhundert.
Im 10. oder 11. Jahrhundert wurde ein künstlicher Hügel aufgeschüttet und eine hölzerne Burg darauf gebaut. Gommerstedt verkörpert damit den Typ der Burgmotte, die vor allem von Angehörigen des niederen Landadels besetzt wurde.
Im 12. oder 13. Jahrhundert wurde die Anlage in eine steinerne Wehranlage umgebaut, die dann im späten Mittelalter aufgegeben wurde.
Es waren damals noch oberirdische Reste vorhanden.